# Dasyhelea parahybae
Dasyhelea parahybae är en tvåvingeart som beskrevs av John William Scott Macfie 1940. Dasyhelea parahybae ingår i släktet Dasyhelea och familjen svidknott. Inga underarter finns listade i Catalogue of Life.